# Henk Lunshof
Hendrik Arie Lunshof (Assen, 25 november 1904 - Zeist, 17 december 1978) was een Nederlands journalist en auteur.
Lunshof werkte voor de Provinciale Drentsche en Asser Courant voordat hij in 1927 correspondent bij De Telegraaf werd. In 1930 werd hij verslaggever bij Het Volk en in 1933 bij De Telegraaf. Daar nam hij in de Tweede Wereldoorlog op 17 mei 1942 ontslag, nadat de krant een sterk anti-joods artikel gepubliceerd had op last van de Duitse bezetter.
In 1945 was Lunshof medeoprichter van Elsevier Weekblad, waar hij hoofdredacteur werd. Na zijn vertrek daar in 1947, werd hij redacteur bij het dagblad De Nederlander, dat tot 1949 verscheen. Hierna werd hij weer redacteur bij De Telegraaf en in 1953 keerde hij terug bij Elsevier, waar hij in 1959 opnieuw hoofdredacteur werd. Die functie legde hij in 1965 neer, maar hij bleef wel tot 1973 voor het blad schrijven. Lunshof trok zich terug in Frankrijk, vanwaar hij na het overlijden van zijn vrouw terugkeerde. Lunshof had twee zonen en een dochter, onder wie Kees Lunshof. 
Henk Lunshof schreef naast een grote hoeveelheid artikelen ook een aantal boeken.